# Liste der Lieder von R.I.O.
Dies ist die Liste der Lieder des deutschen Dance-Projektes R.I.O.
Aufgelistet sind alle Lieder der Alben Shine On (The Album) (2008), Sunshine (2011),  Turn This Club Around (2011) und der Deluxe Edition von Turn This Club Around. Zudem sind alle Cover und Non Album Tracks hier aufgeführt.
Die Reihenfolge der Titel ist alphabetisch sortiert. Sie gibt Auskunft über die Urheber.

## A
| # | Titel                                    | Autoren                                     | Album                 | Jahr |
| - | ---------------------------------------- | ------------------------------------------- | --------------------- | ---- |
| 1 | After the Love erschien als Single       | Yann Peifer, Manuel Reuter, Andres Ballinas | Shine On (The Album)  | 2009 |
| 2 | Animal erschien als Single; feat. U-Jean | Yann Peifer, Manuel Reuter, Andres Ballinas | Turn This Club Around | 2011 |

## C
| # | Titel                               | Autoren                    | Album                | Jahr |
| - | ----------------------------------- | -------------------------- | -------------------- | ---- |
| 1 | Can You Feel It erschien als Single | Yann Peifer, Manuel Reuter | Shine On (The Album) | 2011 |

## D
| # | Titel                                             | Autoren                                       | Album                | Jahr |
| - | ------------------------------------------------- | --------------------------------------------- | -------------------- | ---- |
| 1 | De Janeiro Cover von Bellini; erschien als Single | Gottfried Engels, Ramon Zenker, Airto Moreira | Shine On (The Album) | 2007 |

## H
| # | Titel                        | Autoren                                     | Album    | Jahr |
| - | ---------------------------- | ------------------------------------------- | -------- | ---- |
| 1 | Hot Girl erschien als Single | Yann Peifer, Manuel Reuter, Andres Ballinas | Sunshine | 2010 |

## K
| # | Titel                                                                                   | Autoren | Album    | Jahr |
| - | --------------------------------------------------------------------------------------- | --- | -------- | ---- |
| 1 | Komodo (Hard Nights) erschien als Single, Cover von Mauro Picottos Komodo; feat. U-Jean | Yann Peifer, Manuel Reuter, Andres Ballinas, Gianfranco Bortolott, sowie Mauro Picotto, Andrea Remondini, Riccardo Ferri, Peter Pritchard | Sunshine | 2010 |

## L
| # | Titel                                                                                        | Autoren                                                   | Album                | Jahr |
| - | -------------------------------------------------------------------------------------------- | --------------------------------------------------------- | -------------------- | ---- |
| 1 | Lay Down erschien als Single                                                                 | Yann Peifer, Manuel Reuter, Adelmo Listorti               | Shine On (The Album) | 2011 |
| 2 | Like I Love You erschien als Single, Cover von The Hitmens Like I Love You (The-Hitmen-Lied) | Yann Peifer, Manuel Reuter, Andres Ballinas, Michael Bein | Sunshine             | 2010 |
| 3 | Living in Stereo erschien als Single; feat. Howard Glasford                                  | Yann Peifer, Manuel Reuter, Andres Ballinas               | Non Album Track      | 2013 |

## M
| # | Titel                                                               | Autoren                                                                | Album    | Jahr |
| - | ------------------------------------------------------------------- | ---------------------------------------------------------------------- | -------- | ---- |
| 1 | Miss Sunshine erschien als Single, Cover von Dance Nations Sunshine | Yann Peifer, Manuel Reuter, Andres Ballinas, Brad Grobler, Rob Janssen | Sunshine | 2011 |

## N
| # | Titel                                                   | Autoren                                      | Album                     | Jahr |
| - | ------------------------------------------------------- | -------------------------------------------- | ------------------------- | ---- |
| 1 | Night Nurse erschien als Download-Single; feat. Cascada | Manuel Reuter, Yann Peifer, Tony Cornelissen | Original Me Cascada-Album | 2010 |

## O
| # | Titel                                                                      | Autoren                                                                  | Album                | Jahr |
| - | -------------------------------------------------------------------------- | ------------------------------------------------------------------------ | -------------------- | ---- |
| 1 | One Heart erschien als Single                                              | Yann Peifer, Sven Petersen, Manuel Reuter, Andres Ballinas, D. Alexander | Shine On (The Album) | 2010 |
| 1 | One in a Million erschien als Single                                       | Yann Peifer, Manuel Reuter Fedrik Alm                                    |                      | 2014 |
| 2 | One More Night erschien als Single; Cover von Phil Collins’ One More Night | Phil Collins                                                             | Sunshine             | 2011 |
| 3 | Open Up Your Heart                                                         | Yann Peifer, Manuel Reuter, Andres Ballinas                              | Shine On (The Album) | 2011 |

## P
| # | Titel                                         | Autoren                                     | Album | Jahr |
| - | --------------------------------------------- | ------------------------------------------- | ----- | ---- |
| 1 | Party Shaker erschien als Single; feat. Nicco | Yann Peifer, Manuel Reuter, Andres Ballinas | Steif | 2012 |

## R
| # | Titel                                                              | Autoren                                       | Album           | Jahr |
| - | ------------------------------------------------------------------ | --------------------------------------------- | --------------- | ---- |
| 1 | R.I.O. Früherer Titel von De Janeiro; erreichte in Spanien Platz 8 | Airto Moreira, Gottfried Engels, Ramon Zenker | Non Album Track | 2007 |
| 2 | Ready or Not erschien als Single; feat. U-Jean                     | Yann Peifer, Manuel Reuter, Andres Ballinas   | Ready or Not    | 2013 |

## S
| # | Titel                                                                                    | Autoren | Album                | Jahr |
| - | ---------------------------------------------------------------------------------------- | --- | -------------------- | ---- |
| 1 | Serenade erschien als Single                                                             | S. Miller, C. McCarthy | Shine On (The Album) | 2011 |
| 2 | Shine On erschien als Single                                                             | Yann Peifer, Manuel Reuter, Andres Ballinas | Shine On (The Album) | 2008 |
| 3 | Something About You erschien als Single; feat. Liz Kay                                   | Yann Peifer, Manuel Reuter | Shine On (The Album) | 2011 |
| 4 | Summer Jam erschien als Single, Cover von The Underdog Projects Summer Jam; feat. U-Jean | Yann Pfeifer, Manuel Reuter, Andres Ballinas U-Jean, sowie Vic Krishna, Christoph Brüx, Toni Cottura, Craig Scott Smart, Stephan Browarczyk und Shahin Moshirian | Non Album Track      | 2012 |
| 5 | Sun Is Up erschien als Single; feat. U-Jean                                              | Yann Peifer, Manuel Reuter, Andres Ballinas | Non Album Track      | 2015 |

## T
| # | Titel                                                     | Autoren                                     | Album                 | Jahr |
| - | --------------------------------------------------------- | ------------------------------------------- | --------------------- | ---- |
| 1 | Thinking of You erschien als Single; feat. Andres Balinas | Yann Peifer, Manuel Reuter, Andres Ballinas | Non Album Track       | 2015 |
| 2 | Turn This Club Around erschien als Single; feat. U-Jean   | Yann Peifer, Manuel Reuter, Andres Ballinas | Turn This Club Around | 2011 |

## W
| # | Titel                                           | Autoren                                     | Album                | Jahr |
| - | ----------------------------------------------- | ------------------------------------------- | -------------------- | ---- |
| 1 | Watching You erschien als Single; feat. Liz Kay | Yann Peifer, Manuel Reuter                  | Shine On (The Album) | 2011 |
| 2 | When the Sun Comes Down erschien als Single     | Yann Peifer, Manuel Reuter, Andres Ballinas | Shine On (The Album) | 2008 |